# Nenhum a Menos
Nenhum a Menos (em mandarim: 一个都不能少, Yi ge dou bu neng shao) é um filme chinês de gênero drama do ano de 1999 dirigido por Zhang Yimou, distribuído na China pela China Film Group Corporation e internacionalmente pela Sony Pictures Classics e pela Columbia Tristar. O filme ganhou diversos prêmios cinematográficos, incluindo o do Festival de Veneza de 1999.

## Sinopse
Quando o professor da escola primária de Shuiquan tem de se ausentar durante um mês, o presidente da pequena aldeia, Tian, apenas consegue encontrar uma adolescente de 13 anos, Wei Minzhi, para o substituir. O professor Gao adverte-a para que não permita que mais alunos abandonem a escola, garantindo-lhe o pagamento de 50 yuan e mais um pequeno extra se for bem sucedida. Minzhi, pouco mais velha que alguns dos seus alunos (do 1º ao 4º ano, na mesma classe), pouco mais pode fazer do que escrever texto no quadro e ensinar uma ou outra canção. Mal a jovem professora se estreia, uma pequena aluna é convidada a ingressar numa escola de esportes e, quase de imediato, Zhang Huike, um dos alunos mais difíceis de controlar nas aulas, é obrigado a ir trabalhar para na cidade, pois vive só com a mãe, que está doente e imersa em dívidas. Wei recusa-se a perder outro aluno, e parte em busca do menino, na esperança de que quando o professor titular retornar, não encontre nenhum a menos.

## Elenco
- Wei Minzhi . . . Professora Wei
- Zhang Huike . . . Zhang Huike
- Tian Zhenda . . . Prefeito Tian
- Gao Enman . . . Professor Gao
- Feng Yuying . . . Recepcionista da TV
- Liu Hanzhi . . . Mãe de Zhang Huike
- Wu Wanlu . . . diretor de TV
- Bai Mei . . . dona do restaurante

## Prêmios
- Prêmio Lanterna Mágica no Festival de Veneza.
- Prêmio Sergio Trasatti no Festival de Veneza.
- Prêmio UNICEF no Festival de Veneza.
- Prêmio de Melhor Filme - Voto Popular na Mostra de Cinema de São Paulo.